# 池田市立石橋南小学校
池田市立石橋南小学校（いけだしりつ いしばしみなみしょうがっこう）は、大阪府池田市にある公立小学校。阪急電鉄石橋阪大前駅の南側、豊中市との境界付近に立地する。学校敷地はカルピス池を埋め立てて造成された。

## 沿革
- 1972年4月 池田市立北豊島小学校、池田市立石橋小学校、豊中市立蛍池小学校から1～4年の児童を分離し、開校。
- 1972年12月 校歌制定。
- 1978年4月 池田市立石橋中学校新設に伴い、石橋1・3・4丁目の進学先中学校が変更となる。

## 通学区域
- 池田市 石橋1・3・4丁目、住吉1丁目1・6~13番・2丁目4~13番、空港1・2丁目[1]。

協議により、豊中市待兼山町の一部（豊中市立桜井谷小学校の通学区域）からの区域外通学も可能となっている。
- 卒業生は池田市立北豊島中学校と池田市立石橋中学校の2校に分かれて進学する。

## 交通
- 阪急宝塚線・箕面線 石橋阪大前駅 南へ約550m。